# Fourme d'Ambert
Pour les articles homonymes, voir Ambert (homonymie).
La fourme d'Ambert est un fromage français à base de lait cru de vache de la région Auvergne-Rhône-Alpes, créé à l'origine dans les environs d'Ambert (Puy-de-Dôme), et qui bénéficie d'une appellation d'origine contrôlée (AOC) depuis 1972. Ce fromage fait désormais l'objet d'une protection européenne sous le label de qualité AOP : appellation d'origine protégée, depuis 2006.
Sa meilleure période de consommation s'étend de mai à octobre.

## Description
C'est un fromage à base de lait de vache, à pâte persillée, non cuite et non pressée, à croûte sèche et fleurie, se présentant sous la forme d'un cylindre dont les dimensions sont d'environ 13 cm de diamètre, 19 cm de hauteur et dont le poids oscille entre 2 et 2,5 kg.

## Étymologie
L'appellation « fourme » est une francisation du terme auvergnat « fourmà » (écriture auvergnate unifiée), / « forma » (graphie classique,), lui-même issu du latin « forma » qui est aussi à l'origine du terme français « fromage ».

## Fabrication

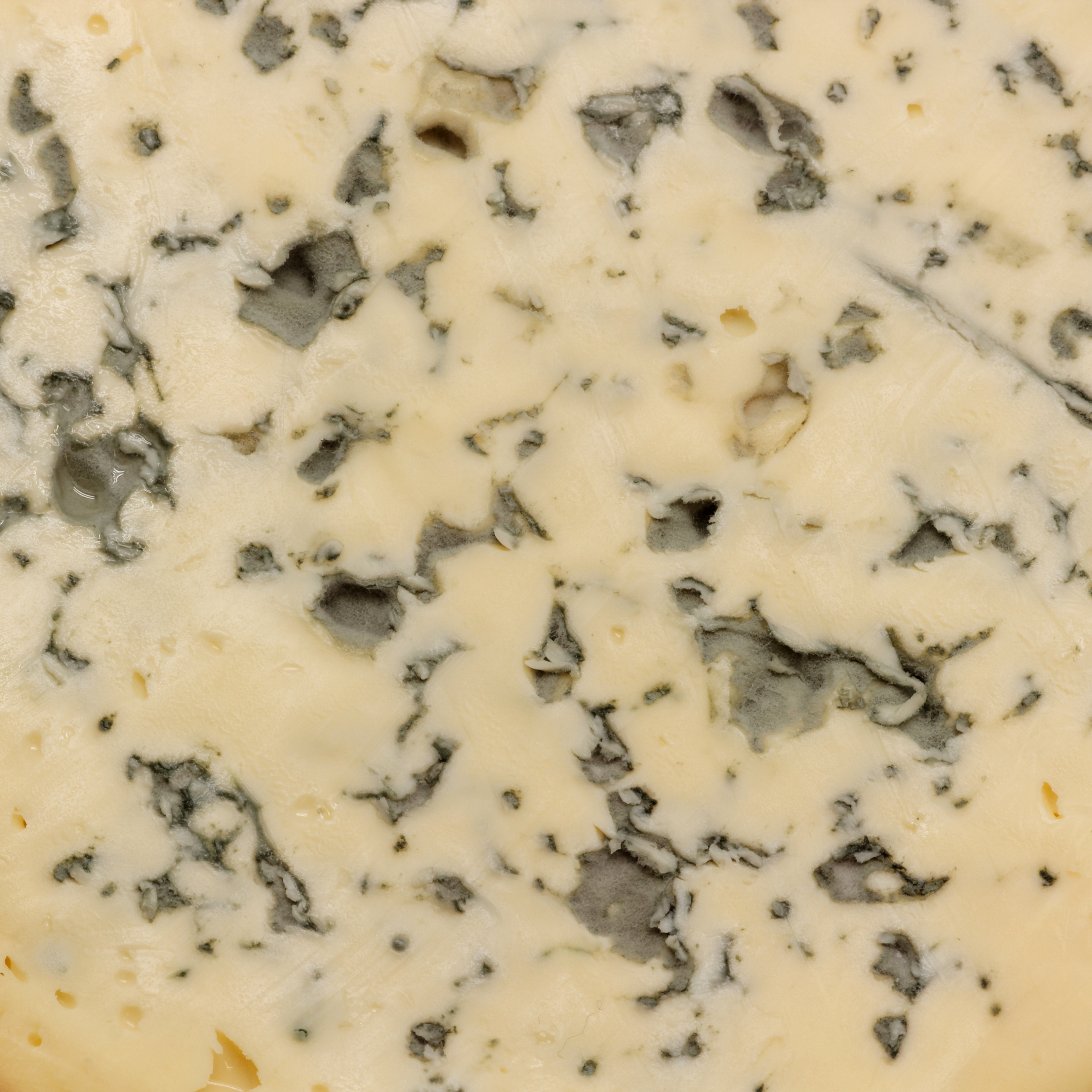
Pâte persillée de la fourme d'Ambert.

Le lait est chauffé entre 32 et 35 °C ; on lui ajoute la présure pour le faire coaguler ainsi que le Penicillium roqueforti qui sera à l'origine de la formation du « bleu ».
Une fois que le lait est caillé (solide), il est tranché en petits cubes. Le fromager va ensuite « coiffer » le grain de caillé. Le « coiffage » consiste en une succession de brassages lents entrecoupés de phases de repos.
Cette opération permet au grain de caillé d'être entouré d'une fine pellicule qui évitera l'agglomération complète des grains lors de la mise en moule en ménageant des ouvertures naturelles entre eux. Cette étape est primordiale pour permettre le développement de Penicillium roqueforti dans les cavités préservées entre les grains coiffés.
Initialement, ce Penicillium était obtenu à partir de cultures sur des pains de seigle qui étaient ensuite séchés et broyés pour obtenir une « poudre de bleu », comme le racontent les légendes sur l'origine des fromages à pâte persillée : un berger ayant oublié son pain de seigle et son caillé dans le creux d'un rocher et retrouvant quelques jours plus tard son fromage couvert de moisissure issue du pain ; ou un paysan constatant que son fromage placé dans une maie avec des tourtes de pain de seigle moisies se couvrait d'une moisissure caractéristique.
Viennent ensuite les opérations de piquage, qui apportera l'oxygène indispensable au développement homogène du Penicillium dans les petites cavités du fromage, et d'affinage en cave pendant au moins 28 jours à une température oscillant entre 8 et 12 °C.
La fabrication de 2020 totalisait 5 800 tonnes.
Une grosse partie de cette fabrication est, en 2021, le fait de structures laitières industrielles. Mais la production fermière se développe et actuellement, il y a 9 producteurs fermiers qui produisent du lait cru et transforment dans le cadre de l'AOP, dont deux sur le canton même d'Ambert.
Pour bénéficier du label AOP, les fourmes doivent suivre des conditions de fabrication précises, définies par un cahier des charges et contrôlées par des organismes indépendants.
Il faut transformer 19 litres de lait cru pour obtenir une fourme d’Ambert[réf. nécessaire].

## Consommation

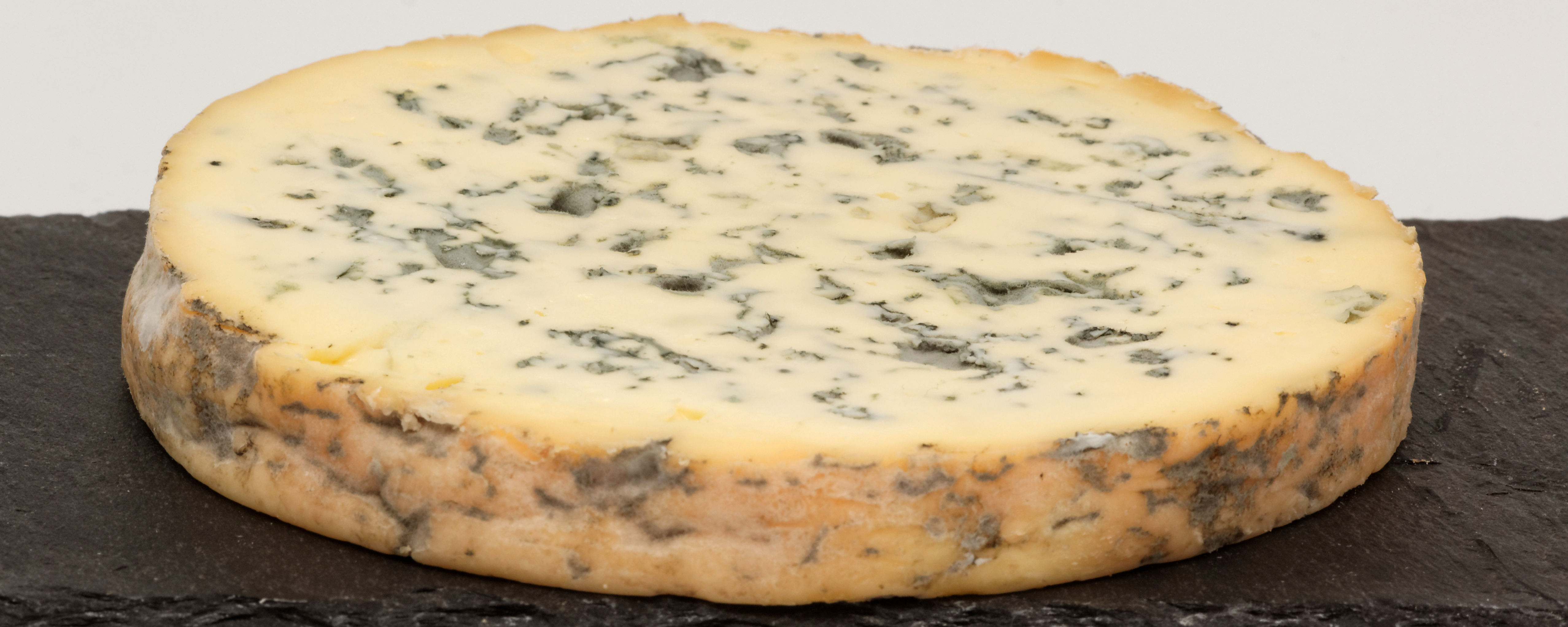
Tranche de fourme d'Ambert

Sa période de consommation optimale dépend de sa durée d'affinage et de son type : industrielle, artisanale ou fermière. En effet, la fourme d'Ambert est affinée au moins 28 jours mais certains fromagers l'affinent plus longtemps, parfois plus de 50 jours.

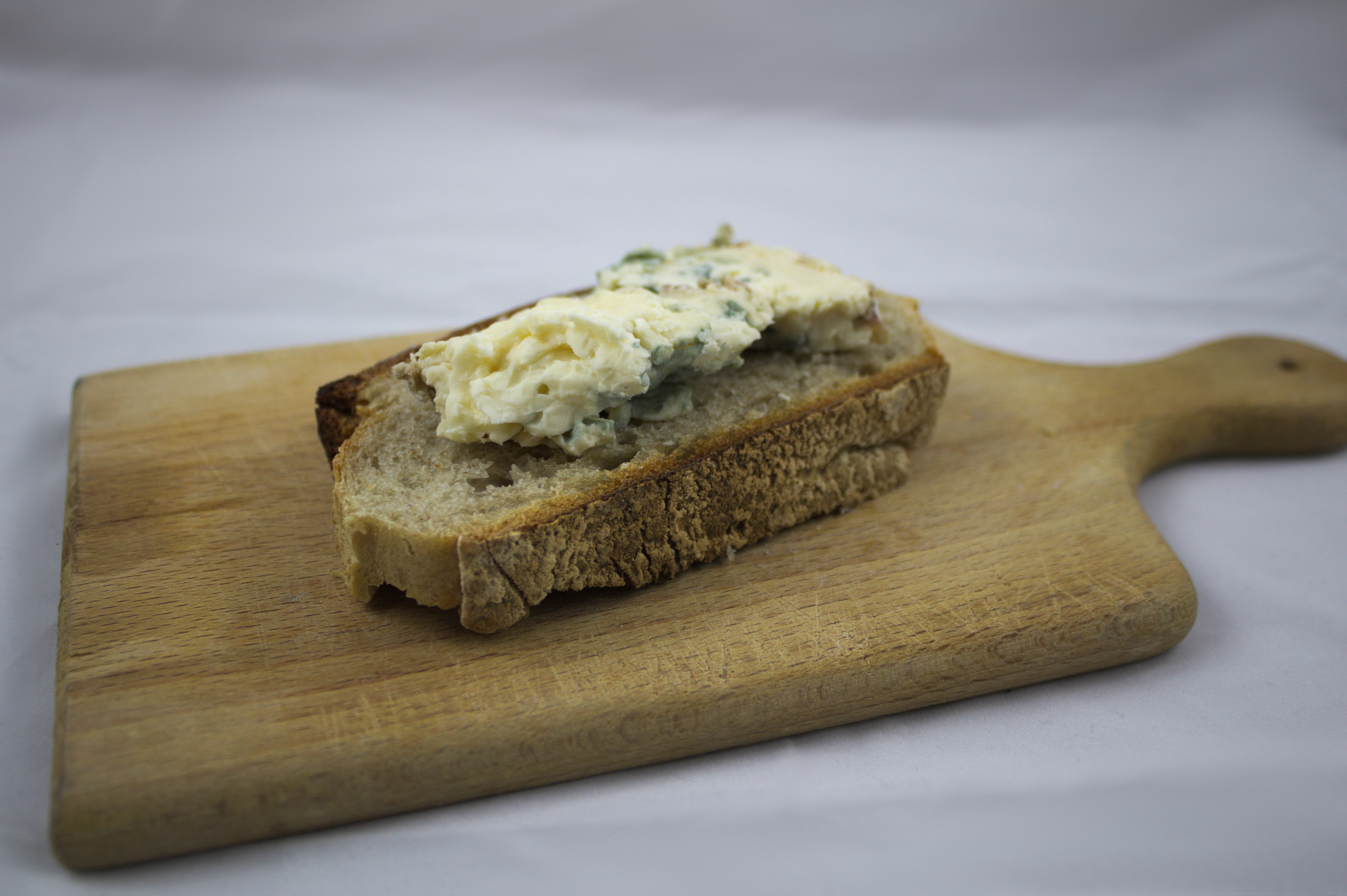
Fourme d'Ambert au lait cru sur du pain

Une fourme fermière sera à consommer de préférence de juin à décembre (saveurs automnales de noix, de noisette et d'amande) si l'on souhaite profiter des laits produits à partir d'herbages du printemps riches en saveurs, ou consommer les fromages transformés par un producteur fermier à partir de laits traits durant l'estivage, dans des prairies d'altitude riches en flore.
Dans les plats, la douceur de la fourme d'Ambert peut mettre en valeur les viandes rouges comme les viandes blanches ou les poissons.
Elle peut se consommer avec de la confiture de fruits (abricots, prunes, par exemple) et tous les vins blancs moelleux, dont le coteaux-du-layon. Lorsqu'elle est chauffée, elle ne gratine pas et ne file pas, ce qui peut la faire entrer dans la composition de sauces.

### Aire de production et transformation
La production du lait et sa transformation en fourme d'Ambert peut s'effectuer dans une zone assez vaste :
- 43 cantons du département du Puy-de-Dôme (soit les zones de montagne du Puy de Dôme excluant donc les plaines de Limagne)
- 8 communes sur 3 cantons du département de la Loire
- 5 cantons du nord-est du département du Cantal.

## Histoire de l'appellation

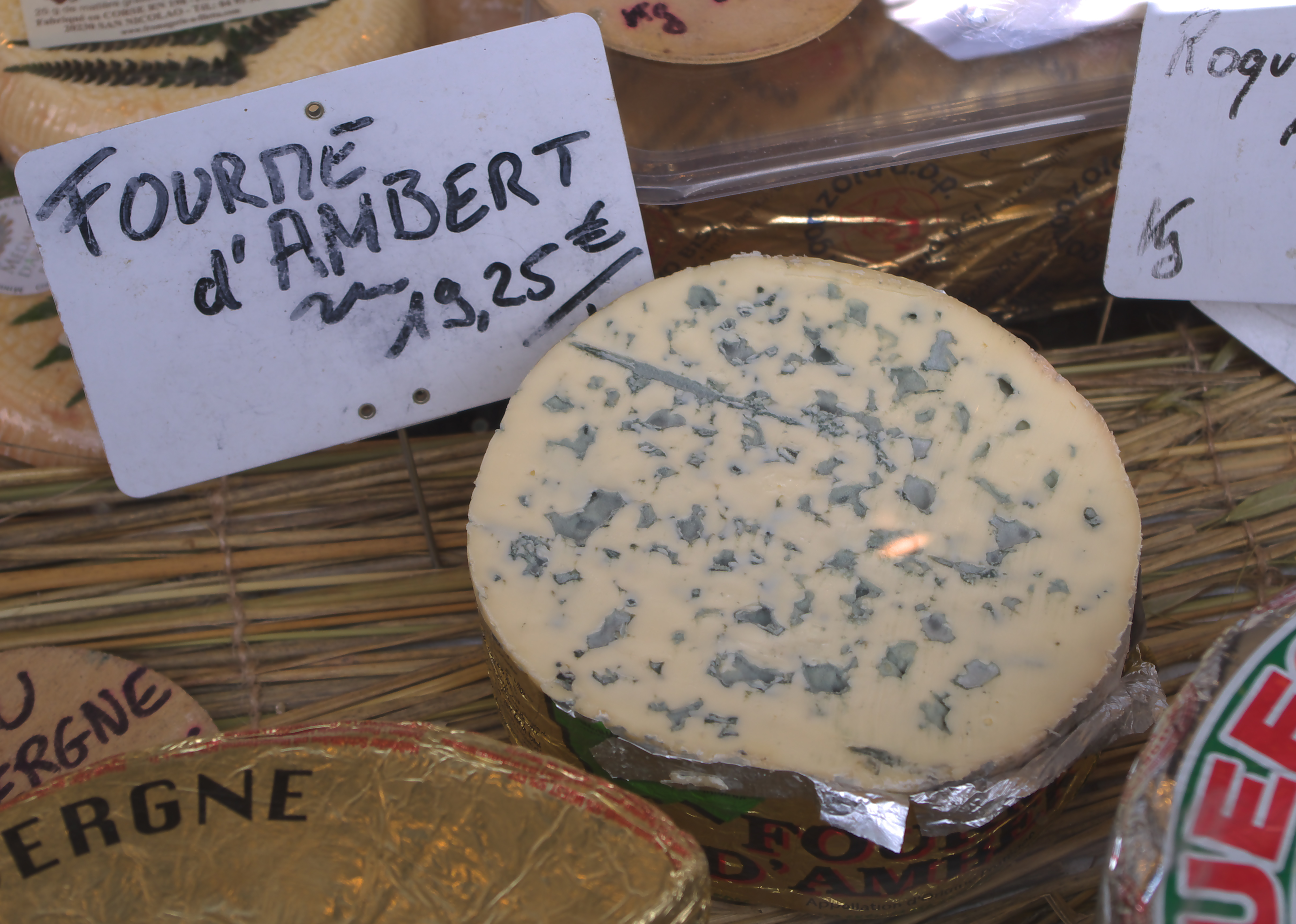
Fourme d'Ambert au marché

Ce fromage est sans doute l'un des plus anciens de France : une légende veut que la fourme se préparât au temps des puissants Arvernes, avant la conquête de la Gaule par César (selon cette légende, ce dernier, avant d'aller à Gergovie, serait passé par Ambert où il aurait consommé le fromage) mais ses premières traces remontent aux environs du VIIIe siècle où il était dû par les serfs au seigneur pour une partie de la dîme (« pierre dîmale » de l'église de la Chaulme) ,. La fourme d'Ambert a fait office de monnaie d'échange au XVIIIe siècle, pour la location des jasseries, fermes d'estive des Hautes Chaumes des monts du Forez servant d'habitation temporaire et d'étable. La fourme était traditionnellement transformée par les femmes et les enfants (les hommes restant dans la plaine d'Ambert pour faire les travaux des champs) dans ces jasseries. Le fromage prit le nom de « fourme de Pierre sur Haute », en référence au point culminant du massif qui était le centre de la zone de production laitière. C'est sous ce nom que le fromage a fait l'objet d'une dénomination commune le 14 mai 1939. Alors que la production était exclusivement fermière et réalisée en estive, des fromageries de dimensions modestes sont créées dès 1900, permettant une fabrication totale de l’ordre de 200 tonnes par an.
Le 9 mai 1972 était créée une appellation d'origine contrôlée commune à la fourme d'Ambert et à la fourme de Montbrison, la « fourme d'Ambert et de Montbrison », qui dura près de trente ans. Les deux appellations ont été séparées par décrets du 22 février 2002.
Désormais, ce fromage, quand il est destiné au commerce, utilise cette appellation spécifique actuelle qui est préservée via une AOP (Appellation d'origine protégée), un des quatre labels officiels de la Communauté européenne.
La différence entre les fourmes d'Ambert et les fourmes de Montbrison réside essentiellement dans les techniques actuelles d'égouttage et de salage :
- la fourme d'Ambert subit un égouttage réduit et salage au sel sec en surface ou par saumure. Elle est plus persillée et a une croûte légèrement fleurie ;
- la fourme de Montbrison subit un pré-égouttage, broyage et salage dans la masse du caillé ; sa phase de séchage s'effectue couchée dans des chéneaux d'épicéa. Elle a une croûte rouge-orangé et est plus douce, moins persillée.

Au cœur de la zone d'appellation, le pays d'Ambert a obtenu, en 2013, le label « Site remarquable du goût ». Ainsi, ce lieu dénommé « Pays d'Ambert : Berceau de la Fourme d'Ambert » permet de mettre en avant ce fromage mais aussi les paysages environnants (les Hautes-Chaumes du Forez) et l'architecture locale : celle de la ville d'Ambert avec sa mairie ronde mais aussi celle de la montagne avec les jasseries où se fabriquait la fourme lorsque les femmes montaient les vaches à l'estive.
Dans le cadre du Site remarquable du goût, une Fête de l'Estive et des Jasseries est organisée tous les deux ans au début du mois de juin au col des Supeyres. Et tous les ans, le premier week-end d'août, ont lieu à Ambert les Fourmo'folies qui célèbrent la fourme d’Ambert AOP.
Dans le centre d'Ambert, la Maison de la fourme d'Ambert fait découvrir l'histoire de la production du lait et sa transformation en fourme d'Ambert. En plus de son musée, elle propose une boutique de produits locaux ainsi que de nombreuses animations tout au long de l'année en lien avec le fromage : ateliers du Goût, de cuisine, de fabrication de fromage ou de beurre, animations dans les écoles ou lors de différentes manifestations, etc.
Avec 5 800 tonnes fabriquées en 2020, 1 200 agriculteurs producteurs de lait, 16 fromageries (7 industrielles et 9 fermes), la fourme d'Ambert est la neuvième appellation fromagère protégée française de par ses volumes.